# Zidovudin
Zidovudin (ZVD), også kendt som azidothymidin (AZT) er et antiviralt lægemiddel brugt til behandle mod HIV/AIDS. Det bør bruges i kombination med andre lægemidler, i en kombinationsbehandling af HIV benyttes der oftest tre eller flere antivirale midler. I Danmark fås præparatet enten i kapsler uden andre indholdstoffer, eller i kombinationstabletter med lamivudin og abacavir.
Almene bivirkninger kan bestå af hovedpine, feber og hoste. Mens mere seriøse bivirkninger såsom leverproblemer og muskelskade. Gravide kvinder behandling ofte med en kombinationsbehandling, da det reducerer risikoen for smitte til barnet fra 25% til under 1%. Dog er der ikke meget erfaring med hensyn til uønsket påvirkning på fostret.
Zidovudin kan kun købes på recept. I kapselform anbefales en dosering på 250 mg to gange dagligt, mens der anbefales en 300 mg dosering to gange dagligt på tabletform.

## Mekanisme
Zidovudin er et revers transkriptasehæmmer, der selektivt inhiberer HIVs revers transkriptase, et nødvendigt enzym for HIV kan lave en DNA kopi af sit RNA. Transkriptionen af RNAet til DNA er nødvendigt for HIV kan integrere sin arvemasse i den inficerede celle.
Zidovudin omdannes til det mere probate 5'-triphosphat form i kroppen. I høje mængder kan den triphosphate form af zidovudin have en inhibitorisk effekt på den humane DNA-polymerase, der bruges under celledeling. Affiniteten for HIV's RT er dog hundrede gange højere end mod den humane DNA-polymerase. Zidovudin inhiberer replikation af HIV uden at have en effekt på den ikke inficerede celle, dette skyldes, at cellen kan reparere de ødelagte DNA-kæder, i tilfælde af, at zidovudin bryder kæden under formationen, mens HIV ikke har mulighed for denne reparation.